# Maria José de Bragança
Maria José de Bragança (Wertheim, 19 de março de 1857 — Viena, 11 de março de 1943) foi filha do deposto rei Miguel I de Portugal, e pretendente ao estatuto de infanta de Portugal, foi duquesa na Baviera pelo casamento com Carlos Teodoro, Duque na Baviera, irmão da Imperatriz Sissi. É a trisavó do rei Filipe da Bélgica.

## Biografia

### Família
Maria José de Bragança era a quarta filha do, então, já ex-infante D. Miguel de Portugal e da princesa Adelaide de Löwenstein-Wertheim-Rosenberg. Maria José (assim como seus irmãos) nasceu no exílio na Alemanha pois, à época do casamento de seu pai, este já havia sido deposto e banido de Portugal, em decorrência das Guerras Liberais e por meio da assinatura da Convenção de Évoramonte. Tinha entre seus familiares grande parte a realeza europeia, sendo seus avós paternos o rei D. João VI de Portugal e D. Carlota Joaquina de Bourbon. Foi sobrinha do imperador D. Pedro I do Brasil, prima-irmã do imperador D. Pedro II do Brasil e da rainha D. Maria II de Portugal.
Seu pai morreu cedo e ela e seus irmãos foram educados pela mãe num ambiente católico e conservador. Seu tio materno, o príncipe Carlos de Löwenstein-Wertheim-Rosenberg, o sexto príncipe de Löwenstein-Wertheim-Rosenberg e o proprietário do referido castelo  onde ela nasceu, foi como um segundo pai para eles.

### Casamento

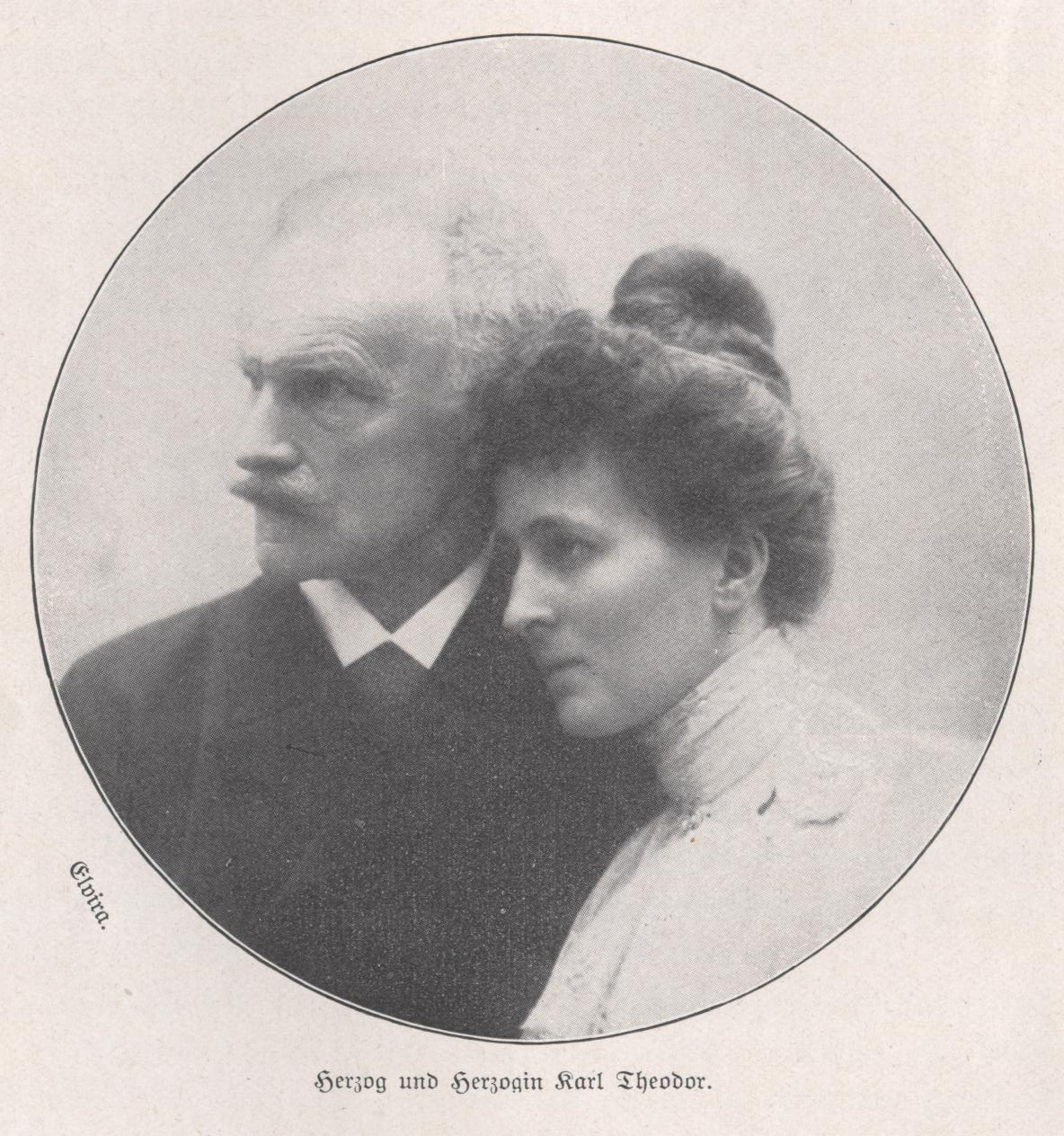
Carlos Teodoro da Baviera e sua esposa, Maria José de Portugal, em 1914

Casou-se em Kleinheubach, em 29 de abril de 1874, com Carlos Teodoro, Duque na Baviera, filho de Maximiliano José, Duque na Baviera, e da princesa Luísa Guilhermina da Baviera. Carlos Teodoro era irmão da imperatriz "Sissi" da Áustria, da rainha Maria Sofia das Duas Sicílias e de Sofia Carlota, Duquesa d'Alençon.
Carlos Teodoro era viúvo da princesa Sofia da Saxônia, filha do rei João I da Saxônia, com quem teve uma filha, Amália Maria. Apesar da grande diferença de idade entre os dois - Carlos era 18 anos mais velho que Maria José -, o casamento foi descrito como feliz. A infanta foi atraída pela personalidade carismática e, sobretudo, pela inteligência de seu marido, muito culto e refinado, além de talentoso músico. Carlos nunca interessou-se por política, tendo dedicado toda sua vida à Medicina. Oftalmologista renomado, fundou numerosas clínicas oftalmológicas (que ainda hoje levam seu nome), onde atendia gratuitamente pessoas de todas as classes.
Maria José de Bragança trouxe à sua nova família toda a espontaneidade e o calor típico das pessoas do sul. Com seu tato inato, ela foi capaz de compreender a mentalidade dos membros da família do marido, ao mesmo tempo românticos e excêntricos.
Profundamente religiosa, supervisionou severamente a educação das filhas, tentando incutir nelas um forte sentido do dever e respeito às tradições e convenções sociais. Com os filhos varões ela foi mais branda.

### Morte
Maria José de Bragança morreu em 11 de março de 1943, aos 85 anos de idade. Uma concessão especial de Adolf Hitler permitiu que a infanta passasse seu último ano de vida em Possenhofen, berço da família de seu marido. Seu corpo foi sepultado na cripta da St. Quirinuskirche, em Tegernsee.

## Descendência
| Nome           | Nascimento              | Morte                  | Notas                                                      |
| -------------- | ----------------------- | ---------------------- | ---------------------------------------------------------- |
| Sofia Adelaide | 22 de fevereiro de 1875 | 4 de setembro de 1957  | casou com o conde Hans Veit zu Toerring-Jettenbach.        |
| Isabel         | 25 de julho de 1876     | 23 de novembro de 1965 | casou-se com Alberto I da Bélgica.                         |
| Maria Gabriela | 9 de outubro de 1878    | 24 de outubro de 1912  | casou com Ruperto, Príncipe Herdeiro da Baviera.           |
| Luís Guilherme | 17 de janeiro de 1884   | 5 de novembro de 1968  | casou com Leonor, princesa de Sayn-Wittgenstein-Berleburg. |
| Francisco José | 23 de março de 1888     | 23 de setembro de 1912 | não casou.                                                 |